# The Truth About Love Tour
The Truth About Love Tour è il sesto tour mondiale della cantante statunitense Pink del 2013, a supporto del suo sesto album in studio The Truth About Love (2012). 
Particolarmente acclamato dalla critica, il The Truth About Love Tour, avendo guadagno oltre 180 milioni di dollari, è stato il terzo tour dall'incasso più elevato del 2013, dietro solo a Bon Jovi e al Cirque du Soleil, rendendo così Pink la cantante donna ad avere il maggiore tour di successo di quell'anno.

## Notizie generali
L'evento ha venduto oltre 320.000 biglietti per la leg australiana in poche ore dalla pubblicazione ufficiale degli show. Il tour ha battuto diversi record in Australia con oltre 650.000 biglietti venduti, di cui oltre 230.000 biglietti solo per i 18 spettacoli sold out di Melbourne, record infranto e sottratto alla stessa Pink che aveva realizzato nel 2009. In tale Paese, gli incassi iniziali riportati hanno superato i 31 milioni di dollari calcolati da due residency a Sydney e uno a Brisbane, mentre il totale complessivo conta oltre 70 milioni di dollari (anche se ci si aspettava un incasso stimato circa 100 milioni). Per quanto riguarda il resto del mondo, la prima tappa nordamericana del Truth About Love Tour ha incassato $28,3 milioni da 26 spettacoli, con un guadagno medio per show di $1.134.385; mentre la leg europea ha incassato $30.7 milioni.

## Artisti d'apertura
Pink nel corso del tour si è fatta affiancare da diversi artisti che hanno aperto i suoi show, essi sono:
- The Hives (Nord America, eccetto Charlotte, Filadelfia e St. Paul)
- City and Colour (Charlotte, Filadelfia e St. Paul)
- Walk the Moon (Europa)
- Churchill (Europa e Nord America)
- The Kin (Australia, dal 25 giugno al 23 luglio, e Nord America)
- Youngblood Hawke (Australia, dal 30 luglio al 26 agosto)
- The Preatures (Australia, dal 29 agosto al 7 settembre)
- Aimee Francis (Australia, dal 1º al 5 settembre)
- Spiderbait (Australia, 8 settembre)
- New Politics (Nord America)

## Scaletta
1. Raise Your Glass
2. Walk of Shame
3. Just like a Pill
4. U + Ur Hand
5. Leave Me Alone (I'm Lonely)
6. Try
7. Wicked Game (Cover)
8. Just Give Me a Reason
9. Trouble
10. Are We All We Are
11. How Come You're Not Here
12. Sober
13. Family Portrait
14. Who Knew
15. True Colors (solo in Australia e America)
16. F**kin' Perfect
17. Medley: Most Girls/There You Go/You Make Me Sick
18. Slut Like You
19. Blow Me (One Last Kiss)

Encore
1. So What
2. Glitter in the Air (solo in Nord America)

## Date
| Data              | Città                | Stato        | Luogo                             | Biglietti disponibili / Biglietti venduti           | Incasso                                                     |
| Nord America      | Nord America         | Nord America | Nord America                      | Nord America                                        | Nord America                                                |
| ----------------- | -------------------- | ------------ | --------------------------------- | --------------------------------------------------- | ----------------------------------------------------------- |
| 13 febbraio 2013  | Phoenix              | Stati Uniti  | US Airways Center                 | 14,267 / 14,267                                     | $938,923                                                    |
| 15 febbraio 2013  | Las Vegas            | Stati Uniti  | Mandalay Bay Events Center        | 9,511 / 9,511                                       | $1,033,984                                                  |
| 16 febbraio 2013  | Los Angeles          | Stati Uniti  | Staples Center                    | 15,562 / 15,562                                     | $1,140,275                                                  |
| 18 febbraio 2013  | San Jose             | Stati Uniti  | HP Pavilion at San Jose           | 14,187 / 14,187                                     | $1,043,587                                                  |
| 21 febbraio 2013  | Houston              | Stati Uniti  | Toyota Center                     | 13,247 / 13,646                                     | $1,067,357                                                  |
| 22 febbraio 2013  | Dallas               | Stati Uniti  | American Airlines Center          | 15,567 / 15,567                                     | $1,154,934                                                  |
| 24 febbraio 2013  | Orlando              | Stati Uniti  | Amway Center                      | 13,414 / 13,414                                     | $965,525                                                    |
| 25 febbraio 2013  | Sunrise              | Stati Uniti  | BB&T Center                       | 13,732 / 13,732                                     | $979,399                                                    |
| 27 febbraio 2013  | Tampa                | Stati Uniti  | Tampa Bay Times Forum             | 13,887 / 13,887                                     | $1,004,292                                                  |
| 1º marzo 2013     | Atlanta              | Stati Uniti  | Philips Arena                     | 14,475 / 14,475                                     | $990,929                                                    |
| 2 marzo 2013      | Nashville            | Stati Uniti  | Bridgestone Arena                 | 14,742 / 14,742                                     | $1,014,329                                                  |
| 5 marzo 2013      | Detroit              | Stati Uniti  | The Palace of Auburn Hills        | 16,038 / 16,038                                     | $1,132,177                                                  |
| 6 marzo 2013      | Columbus             | Stati Uniti  | Value City Arena                  | 14,841 / 14,841                                     | $985,678                                                    |
| 8 marzo 2013      | Louisville           | Stati Uniti  | KFC Yum! Center                   | 17,686 / 17,686                                     | $1,092,401                                                  |
| 9 marzo 2013      | Chicago              | Stati Uniti  | United Center                     | 16,609 / 16,609                                     | $1,195,791                                                  |
| 11 marzo 2013     | Toronto              | Canada       | Air Canada Centre                 | 16,188 / 16,188                                     | $1,296,550                                                  |
| 12 marzo 2013     | Montréal             | Canada       | Centre Bell                       | 16,873 / 16,873                                     | $1,247,810                                                  |
| 14 marzo 2013     | Washington           | Stati Uniti  | Verizon Center                    | 15,209 / 15,209                                     | $1,196,486                                                  |
| 16 marzo 2013     | Charlotte            | Stati Uniti  | Time Warner Cable Arena           | 15,407 / 15,407                                     | $1,011,592                                                  |
| 17 marzo 2013     | Filadelfia           | Stati Uniti  | Wells Fargo Center                | 16,611 / 16,611                                     | $1,321,255                                                  |
| 19 marzo 2013     | Saint Paul           | Stati Uniti  | Xcel Energy Center                | 15,818 / 15,818                                     | $1,146,010                                                  |
| 22 marzo 2013     | New York             | Stati Uniti  | Madison Square Garden             | 14,131 / 14,131                                     | $1,347,083                                                  |
| 23 marzo 2013     | East Rutherford      | Stati Uniti  | Izod Center                       | 17,143 / 17,143                                     | $1,285,608                                                  |
| 25 marzo 2013     | Uniondale            | Stati Uniti  | Nassau Veterans Memorial Coliseum | 13,740 / 13,740                                     | $1,066,954                                                  |
| 27 marzo 2013     | Uncasville           | Stati Uniti  | Mohegan Sun Arena                 | 5,789 / 5,789                                       | $604,851                                                    |
| 28 marzo 2013     | Boston               | Stati Uniti  | TD Garden                         | 14,766 / 14,766                                     | $1,142,061                                                  |
| Europa            |                      |              |                                   |                                                     |                                                             |
| 12 aprile 2013    | Dublino              | Irlanda      | The O2                            | 12,889 / 12,889                                     | $1,033,630                                                  |
| 14 aprile 2013    | Manchester           | Regno Unito  | Manchester Arena                  | 35,610 / 35,610                                     | $2,320,760                                                  |
| 15 aprile 2013    | Manchester           | Regno Unito  | Manchester Arena                  | 35,610 / 35,610                                     | $2,320,760                                                  |
| 17 aprile 2013    | Parigi               | Francia      | Palais Omnisports de Paris-Bercy  | 17,000 / 17,000                                     | $1,203,450                                                  |
| 19 aprile 2013    | Amsterdam            | Paesi Bassi  | Ziggo Dome                        | 16,771 / 16,771                                     | $1,174,110                                                  |
| 21 aprile 2013    | Birmingham           | Regno Unito  | LG Arena                          | 14,947 / 14,947                                     | $975,121                                                    |
| 24 aprile 2013    | Londra               | Regno Unito  | O2 Arena                          | 69,162 / 69,162                                     | $4,894,420                                                  |
| 25 aprile 2013    | Londra               | Regno Unito  | O2 Arena                          | 69,162 / 69,162                                     | $4,894,420                                                  |
| 27 aprile 2013    | Londra               | Regno Unito  | O2 Arena                          | 69,162 / 69,162                                     | $4,894,420                                                  |
| 28 aprile 2013    | Londra               | Regno Unito  | O2 Arena                          | 69,162 / 69,162                                     | $4,894,420                                                  |
| 30 aprile 2013    | Anversa              | Belgio       | Sportpaleis                       | 20,052 / 20,052                                     | $1,240,880                                                  |
| 1º maggio 2013    | Amburgo              | Germania     | O2 World                          | 13,016 / 13,016                                     | $909,572                                                    |
| 3 maggio 2013     | Berlino              | Germania     | O2 World                          | 14,513 / 14,513                                     | $940,673                                                    |
| 4 maggio 2013     | Hannover             | Germania     | TUI Arena                         | 11,593 / 11,593                                     | $871,651                                                    |
| 6 maggio 2013     | Düsseldorf           | Germania     | ISS Dome                          | 10,848 / 10,848                                     | $734,534                                                    |
| 7 maggio 2013     | Francoforte sul Meno | Germania     | Festhalle Frankfurt               | 11,965 / 11,965                                     | $808,467                                                    |
| 9 maggio 2013     | Vienna               | Austria      | Wiener Stadthalle                 | 14,858 / 14,858                                     | $1,146,330                                                  |
| 10 maggio 2013    | Praga                | Rep. Ceca    | O2 Arena                          | 17,322 / 17,322                                     | $969,882                                                    |
| 12 maggio 2013    | Lipsia               | Germania     | Arena Leipzig                     | 12,342 / 12,342                                     | $832,750                                                    |
| 13 maggio 2013    | Dortmund             | Germania     | Westfalenhalle                    | 11,617 / 11,617                                     | $797,815                                                    |
| 15 maggio 2013    | Oberhausen           | Germania     | König Pilsener Arena              | 11,768 / 11,768                                     | $818,667                                                    |
| 16 maggio 2013    | Mannheim             | Germania     | SAP Arena                         | 11,937 / 11,937                                     | $809,357                                                    |
| 18 maggio 2013    | Monaco di Baviera    | Germania     | Olympiahalle                      | 25,855 / 25,855                                     | $1,759,650                                                  |
| 19 maggio 2013    | Monaco di Baviera    | Germania     | Olympiahalle                      | 25,855 / 25,855                                     | $1,759,650                                                  |
| 21 maggio 2013    | Zurigo               | Svizzera     | Hallenstadion                     | 13,000 / 13,000                                     | $1,276,790                                                  |
| 22 maggio 2013    | Stoccarda            | Germania     | Hanns-Martin-Schleyer-Halle       | 13,196 / 13,196                                     | $941,962                                                    |
| 25 maggio 2013    | Oslo                 | Norvegia     | Telenor Arena                     | 16,685 / 17,967                                     | $1,659,300                                                  |
| 26 maggio 2013    | Stoccolma            | Svezia       | Ericsson Globe                    | 14,975 / 14,975                                     | $1,134,870                                                  |
| 28 maggio 2013    | Helsinki             | Finlandia    | Hartwall-areena                   | 11,464 / 11,464                                     | $1,005,060                                                  |
| 30 maggio 2013    | Herning              | Danimarca    | Jyske Bank Boxen                  | 15,160 / 15,160                                     | $1,396,530                                                  |
| Oceania           |                      |              |                                   |                                                     |                                                             |
| 25 giugno 2013    | Perth                | Australia    | Perth Arena                       | 58,587 / 58,587                                     | $7,287,630                                                  |
| 26 giugno 2013    | Perth                | Australia    | Perth Arena                       | 58,587 / 58,587                                     | $7,287,630                                                  |
| 28 giugno 2013    | Perth                | Australia    | Perth Arena                       | 58,587 / 58,587                                     | $7,287,630                                                  |
| 29 giugno 2013    | Perth                | Australia    | Perth Arena                       | 58,587 / 58,587                                     | $7,287,630                                                  |
| 1º luglio 2013    | Adelaide             | Australia    | Adelaide Entertainment Centre     | 38,807 / 38,807                                     | $4,608,100                                                  |
| 2 luglio 2013     | Adelaide             | Australia    | Adelaide Entertainment Centre     | 38,807 / 38,807                                     | $4,608,100                                                  |
| 4 luglio 2013     | Adelaide             | Australia    | Adelaide Entertainment Centre     | 38,807 / 38,807                                     | $4,608,100                                                  |
| 5 luglio 2013     | Adelaide             | Australia    | Adelaide Entertainment Centre     | 38,807 / 38,807                                     | $4,608,100                                                  |
| 7 luglio 2013     | Melbourne            | Australia    | Rod Laver Arena                   | 235,187 / 235,187                                   | $29,201,400                                                 |
| 8 luglio 2013     | Melbourne            | Australia    | Rod Laver Arena                   | 235,187 / 235,187                                   | $29,201,400                                                 |
| 10 luglio 2013    | Melbourne            | Australia    | Rod Laver Arena                   | 235,187 / 235,187                                   | $29,201,400                                                 |
| 11 luglio 2013    | Melbourne            | Australia    | Rod Laver Arena                   | 235,187 / 235,187                                   | $29,201,400                                                 |
| 13 luglio 2013    | Melbourne            | Australia    | Rod Laver Arena                   | 235,187 / 235,187                                   | $29,201,400                                                 |
| 14 luglio 2013    | Melbourne            | Australia    | Rod Laver Arena                   | 235,187 / 235,187                                   | $29,201,400                                                 |
| 16 luglio 2013    | Melbourne            | Australia    | Rod Laver Arena                   | 235,187 / 235,187                                   | $29,201,400                                                 |
| 17 luglio 2013    | Melbourne            | Australia    | Rod Laver Arena                   | 235,187 / 235,187                                   | $29,201,400                                                 |
| 19 luglio 2013    | Brisbane             | Australia    | Brisbane Entertainment Centre     | 98,264 / 98,264                                     | $12,037,400                                                 |
| 20 luglio 2013    | Brisbane             | Australia    | Brisbane Entertainment Centre     | 98,264 / 98,264                                     | $12,037,400                                                 |
| 22 luglio 2013    | Brisbane             | Australia    | Brisbane Entertainment Centre     | 98,264 / 98,264                                     | $12,037,400                                                 |
| 23 luglio 2013    | Brisbane             | Australia    | Brisbane Entertainment Centre     | 98,264 / 98,264                                     | $12,037,400                                                 |
| 30 luglio 2013    | Sydney               | Australia    | Sydney Entertainment Centre       | 94,994 / 94,994                                     | $11,597,300                                                 |
| 31 luglio 2013    | Sydney               | Australia    | Sydney Entertainment Centre       | 94,994 / 94,994                                     | $11,597,300                                                 |
| 2 agosto 2013     | Sydney               | Australia    | Sydney Entertainment Centre       | 94,994 / 94,994                                     | $11,597,300                                                 |
| 3 agosto 2013     | Sydney               | Australia    | Sydney Entertainment Centre       | 94,994 / 94,994                                     | $11,597,300                                                 |
| 6 agosto 2013     | Sydney               | Australia    | Sydney Entertainment Centre       | 94,994 / 94,994                                     | $11,597,300                                                 |
| 7 agosto 2013     | Sydney               | Australia    | Sydney Entertainment Centre       | 94,994 / 94,994                                     | $11,597,300                                                 |
| 9 agosto 2013     | Sydney               | Australia    | Sydney Entertainment Centre       | 94,994 / 94,994                                     | $11,597,300                                                 |
| 10 agosto 2013    | Sydney               | Australia    | Sydney Entertainment Centre       | 94,994 / 94,994                                     | $11,597,300                                                 |
| 13 agosto 2013    | Melbourne            | Australia    | Rod Laver Arena                   | totale sommato insieme alle altre date di Melbourne | incasso totale sommato insieme alle altre date di Melbourne |
| 14 agosto 2013    | Melbourne            | Australia    | Rod Laver Arena                   | totale sommato insieme alle altre date di Melbourne | incasso totale sommato insieme alle altre date di Melbourne |
| 16 agosto 2013    | Melbourne            | Australia    | Rod Laver Arena                   | totale sommato insieme alle altre date di Melbourne | incasso totale sommato insieme alle altre date di Melbourne |
| 17 agosto 2013    | Melbourne            | Australia    | Rod Laver Arena                   | totale sommato insieme alle altre date di Melbourne | incasso totale sommato insieme alle altre date di Melbourne |
| 19 agosto 2013    | Melbourne            | Australia    | Rod Laver Arena                   | totale sommato insieme alle altre date di Melbourne | incasso totale sommato insieme alle altre date di Melbourne |
| 20 agosto 2013    | Melbourne            | Australia    | Rod Laver Arena                   | totale sommato insieme alle altre date di Melbourne | incasso totale sommato insieme alle altre date di Melbourne |
| 22 agosto 2013    | Melbourne            | Australia    | Rod Laver Arena                   | totale sommato insieme alle altre date di Melbourne | incasso totale sommato insieme alle altre date di Melbourne |
| 23 agosto 2013    | Melbourne            | Australia    | Rod Laver Arena                   | totale sommato insieme alle altre date di Melbourne | incasso totale sommato insieme alle altre date di Melbourne |
| 25 agosto 2013    | Melbourne            | Australia    | Rod Laver Arena                   | totale sommato insieme alle altre date di Melbourne | incasso totale sommato insieme alle altre date di Melbourne |
| 26 agosto 2013    | Melbourne            | Australia    | Rod Laver Arena                   | totale sommato insieme alle altre date di Melbourne | incasso totale sommato insieme alle altre date di Melbourne |
| 29 agosto 2013    | Brisbane             | Australia    | Brisbane Entertainment Centre     | totale sommato insieme alle altre date di Brisbane  | incasso totale sommato insieme alle altre date di Brisbane  |
| 30 agosto 2013    | Brisbane             | Australia    | Brisbane Entertainment Centre     | totale sommato insieme alle altre date di Brisbane  | incasso totale sommato insieme alle altre date di Brisbane  |
| 1º settembre 2013 | Sydney               | Australia    | Allphones Arena                   | 67,978 / 67,978                                     | $7,986,170                                                  |
| 2 settembre 2013  | Sydney               | Australia    | Allphones Arena                   | 67,978 / 67,978                                     | $7,986,170                                                  |
| 4 settembre 2013  | Sydney               | Australia    | Allphones Arena                   | 67,978 / 67,978                                     | $7,986,170                                                  |
| 5 settembre 2013  | Sydney               | Australia    | Allphones Arena                   | 67,978 / 67,978                                     | $7,986,170                                                  |
| 7 settembre 2013  | Brisbane             | Australia    | Brisbane Entertainment Centre     | totale sommato insieme alle altre date di Brisbane  | incasso totale sommato insieme alle altre date di Brisbane  |
| 8 settembre 2013  | Brisbane             | Australia    | Brisbane Entertainment Centre     | totale sommato insieme alle altre date di Brisbane  | incasso totale sommato insieme alle altre date di Brisbane  |
| Nord America      |                      |              |                                   |                                                     |                                                             |
| 10 ottobre 2013   | Oakland              | Stati Uniti  | Oracle Arena                      | 14,048 / 14,048                                     | $1,267,176                                                  |
| 12 ottobre 2013   | Los Angeles          | Stati Uniti  | Staples Center                    | 28,124 / 28,124                                     | $2,887,773                                                  |
| 13 ottobre 2013   | Los Angeles          | Stati Uniti  | Staples Center                    | 28,124 / 28,124                                     | $2,887,773                                                  |
| 15 ottobre 2013   | San Jose             | Stati Uniti  | SAP Center                        | 13,834 / 13,834                                     | $1,220,902                                                  |
| 20 ottobre 2013   | Seattle              | Stati Uniti  | KeyArena                          | 12,740 / 12,740                                     | $1,135,382                                                  |
| 21 ottobre 2013   | Vancouver            | Canada       | Rogers Arena                      | 15,117 / 15,117                                     | $1,394,480                                                  |
| 5 novembre 2013   | Chicago              | Stati Uniti  | United Center                     | 15,583 / 15,583                                     | $1,424,149                                                  |
| 6 novembre 2013   | Detroit              | Stati Uniti  | The Palace of Auburn Hills        | 13,867 / 13,867                                     | $1,262,846                                                  |
| 8 novembre 2013   | Des Moines           | Stati Uniti  | Wells Fargo Arena                 | 13,894 / 13,894                                     | $1,103,865                                                  |
| 9 novembre 2013   | Lincoln              | Stati Uniti  | Pinnacle Bank Arena               | 13,883 / 13,883                                     | $1,123,050                                                  |
| 11 novembre 2013  | Saint Louis          | Stati Uniti  | Scottrade Center                  | 15,422 / 15,422                                     | $1,220,713                                                  |
| 12 novembre 2013  | Kansas City          | Stati Uniti  | Sprint Center                     | 13,263 / 13,263                                     | $1,222,833                                                  |
| 14 novembre 2013  | San Antonio          | Stati Uniti  | AT&T Center                       | 13,423 / 13,423                                     | $1,222,919                                                  |
| 16 novembre 2013  | Dallas               | Stati Uniti  | American Airlines Center          | 14,060 / 14,060                                     | $1,387,539                                                  |
| 17 novembre 2013  | North Little Rock    | Stati Uniti  | Verizon Arena                     | 11,852 / 13,668                                     | $942,167                                                    |
| 20 novembre 2013  | Rosemont             | Stati Uniti  | Allstate Arena                    | 13,786 / 13,786                                     | $1,293,348                                                  |
| 21 novembre 2013  | Indianapolis         | Stati Uniti  | Bankers Life Fieldhouse           | 13,647 / 13,647                                     | $1.253.393                                                  |
| 23 novembre 2013  | Cleveland            | Stati Uniti  | Quicken Loans Arena               | 15,957 / 15,957                                     | $1.375.003                                                  |
| 24 novembre 2013  | Washington           | Stati Uniti  | Verizon Center                    | 15,010 / 15,010                                     | $1.473.553                                                  |
| 30 novembre 2013  | Toronto              | Canada       | Air Canada Centre                 | 32.965 / 32.965                                     | $2.716.310                                                  |
| 2 dicembre 2013   | Toronto              | Canada       | Air Canada Centre                 | 32.965 / 32.965                                     | $2.716.310                                                  |
| 3 dicembre 2013   | Montréal             | Canada       | Bell Centre                       | 13,397 / 13,397                                     | $1.214.170                                                  |
| 5 dicembre 2013   | Boston               | Stati Uniti  | TD Garden                         | 14,306 / 14,306                                     | $1.418.435                                                  |
| 6 dicembre 2013   | Filadelfia           | Stati Uniti  | Wells Fargo Center                | 15.822 / 15.822                                     | $1.595.912                                                  |
| 8 dicembre 2013   | New York             | Stati Uniti  | Barclays Center                   | 28,916 / 28.916                                     | $2.592.472                                                  |
| 9 dicembre 2013   | New York             | Stati Uniti  | Barclays Center                   | 28,916 / 28.916                                     | $2.592.472                                                  |
| 11 dicembre 2013  | Newark               | Stati Uniti  | Prudential Center                 | 14,031 / 14,031                                     | $1.270.066                                                  |
| 13 dicembre 2013  | Birmingham           | Stati Uniti  | BJCC Arena                        | 10,096 / 11,241                                     | $808.287                                                    |
| 14 dicembre 2013  | Atlanta              | Stati Uniti  | Philips Arena                     | 14,683 / 14,683                                     | $1.316.729                                                  |
| 7 gennaio 2014    | Minneapolis          | Stati Uniti  | Target Center                     | 14.733 / 14.733                                     | $1.361.547                                                  |
| 9 gennaio 2014    | Milwaukee            | Stati Uniti  | BMO Harris Bradley Center         | 14,663 / 14,663                                     | $1.168.427                                                  |
| 11 gennaio 2014   | Fargo                | Stati Uniti  | Fargodome                         | 21,879 / 21,879                                     | $1.613.670                                                  |
| 14 gennaio 2014   | Winnipeg             | Canada       | MTS Centre                        | 13,034 / 13,034                                     | $966.983                                                    |
| 15 gennaio 2014   | Saskatoon            | Canada       | Credit Union Centre               | 13,878 / 13,878                                     | $904.023                                                    |
| 16 gennaio 2014   | Edmonton             | Canada       | Rexall Place                      | 14.632 / 14.632                                     | $953.347                                                    |
| 19 gennaio 2014   | Denver               | Stati Uniti  | Pepsi Center                      | 13,518 / 13,518                                     | $1.324.394                                                  |
| 20 gennaio 2014   | Salt Lake City       | Stati Uniti  | EnergySolutions Arena             | 15,738 / 15,738                                     | $1.182.944                                                  |
| 29 gennaio 2014   | Anaheim              | Stati Uniti  | Honda Center                      | 13,741 / 13,741                                     | $1.260.064                                                  |
| 30 gennaio 2014   | Fresno               | Stati Uniti  | Save Mart Center                  | 12,443 / 12,443                                     | $975.412                                                    |
| 31 gennaio 2014   | Las Vegas            | Stati Uniti  | MGM Grand Garden Arena            | 13,064 / 13,064                                     | $1.502.659                                                  |
| TOTALE            | TOTALE               | TOTALE       | TOTALE                            | 1,997,614 / 2,002,256 (99.8%)                       | $184.061.847                                                |

### Concerti annullati
- Il concerto del 22 aprile a Birmingham, in Inghilterra, viene prima rimandato e successivamente cancellato a causa di problemi di salute della cantante[5]